# 阿尔藏克达普谢
阿尔藏克达普谢（法語：Arzenc-d'Apcher）是法国洛泽尔省的一个市镇，属于芒德区（Mende）富尔内尔县（Fournels）。该市镇总面积7.88平方公里，2009年时的人口为49人。

## 人口
阿尔藏克达普谢人口变化图示